# Nuit de Youri
Ne doit pas être confondu avec Jour de Youri.

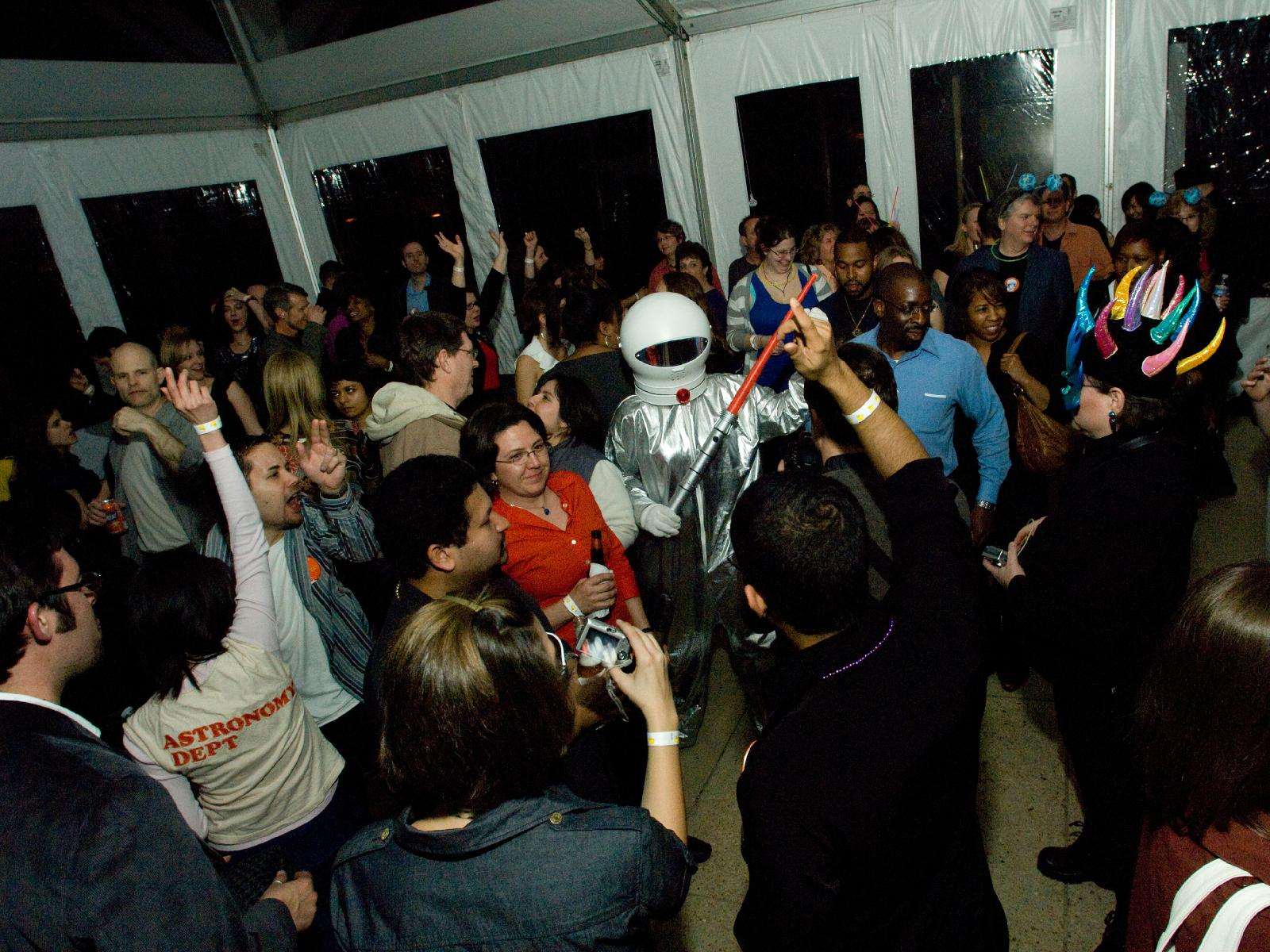
Célébration de la nuit de Youri au Goddard Space Flight Center.

La nuit de Youri (Yuri's Night) est une fête internationale célébrée le 12 avril de chaque année en commémoration de première mission habitée dans l'espace, avec Youri Gagarine à bord de Vostok 1 le 12 avril 1961. Elle est également l'occasion de célébrer le lancement de STS-1, la première mission d'une navette spatiale américaine effectué le 12 avril 1981. Cette fête se produit le même jour que la journée de la cosmonautique (День Космонавтики), fondée par l'Union soviétique en 1962.

## Historique
La nuit de Youri est créée par Loretta Hidalgo, George T. Whitesides et Trish Garner. La première célébration s'est tenue lors du 40e anniversaire, le 12 avril 2001.
L'objectif de la fête est de sensibiliser le public à l'exploration spatiale et d'aider l'émergence d'une nouvelle génération d'explorateurs.
En 2004, la fête a été célébrée à 75 endroits répartis dans 34 pays. À Los Angeles, elle a réuni des personnalités telles Ray Bradbury, Dennis Tito, Peter Diamandis, Lance Bass et Nichelle Nichols.
En mars 2022, à cause de la guerre de la Russie contre l'Ukraine, la "Yuri’s Night"(la Nuit de Yuri de la Space Foundation 2022) est changée en « A Celebration of Space: Discover What’s Next ».